# ベビーフード
ベビーフードは企業が発売する乳児を対象とした加工食品の商品全般を指す言葉である。また、1歳6ヶ月までの子供を乳児と呼び、狭義では、それまでの年齢を対象としたものに限定される。

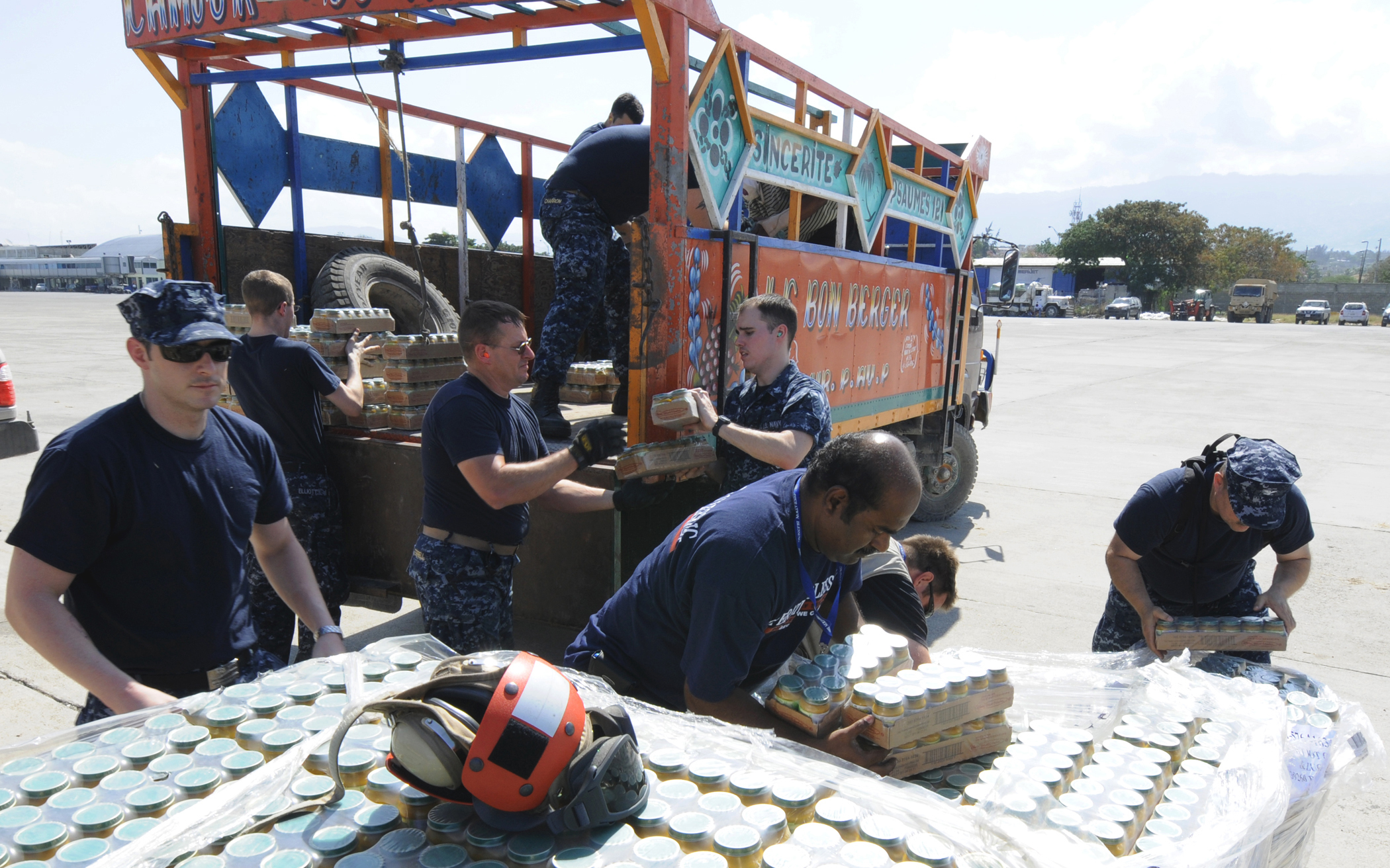
アメリカ海軍によって運ばれるベビーフード

## ベビーフードの目的
ベビーフードの定義は「乳児」および「幼児」の発育に伴い、栄養補給を行うとともに、順次一般食品に適応させることを目的として製造された離乳補助食品とある（日本ベビーフード協議会の定義より）。また、それと同時に乳児に嚼む、飲むなどの動作、味や舌触りなどの感覚を覚えさせる目的も持っている。また、メーカーによって区分は区々だが、乳児の成長段階に合わせて種類が分けられている。
ベビーフードを店頭にて、「乳児用」の表示を付けて販売する場合は、厚生労働大臣の認可が必要である。

## ベビーフード産業発展の背景
- 社会的側面

日本においては、少子化にもかかわらず、ベビーフード産業は年々成長を遂げている。日本ベビーフード協議会の推計では、2018年の市場規模は440億円と過去最多であった。その社会背景には共働き世帯の増加、ベビーフードを使うことへの心理的抵抗感の薄れとかつてより少ない子供に費用をかける志向、外出先に携行できるレトルトパウチ入りや1歳過ぎても使える製品の開発などがある。離乳食の調理は非常に時間と手間の掛かる作業で、それらは主な養育者である母親の負担になっていた。それが育児と仕事を両立させるとなると、相当な労力である。順って、調理の手間を省くことができる既成の調理品であるベビーフードがその利便性故に重宝されるようになったのである。
- 栄養面

ベビーフード使用拡大の背景には、栄養に対する不安も大きい。栄養に対する知識は育児の上では絶対に欠かせない事項であり、バランスの取れた食事を摂っていかないと、子どもの成長に支障を来す恐れがある。しかし、離乳食は作るのが難しく、仮に作ったとしてもそれがどれぐらいの栄養、塩分なのか素人では栄養摂取量の計算が困難である。だからこそ、予め栄養が表示された調理品を利用する傾向にあるといい、これならいつどのくらいの栄養を摂ったかすぐに計算できる。また、調理品の場合、栄養バランスが偏らないように配慮されたものが多いので、確実な栄養摂取ができるようになっている。これらベビーフードは大体、メーカー直属の栄養士が指導に当たっている。栄養のプロが指導した食品であるゆえに、消費者は安心して栄養摂取の方法を得ているわけである。
- 安全面

そして今日では食に対する安全性も重要な要素である。一般に出回っている食品類は残留農薬や抗生物質、細菌類、食品添加物などの面で乳児にとって決して安全とは言い難く、成人はこれらの毒素を分解、濾過、排泄などを行う各種内臓器官が発達しているが、乳児ではそれが未発達であるため、一定のリスクが伴う。また、成人の食事では味付けが濃いために、塩分や糖分夥多になる恐れがある。そのため、ベビーフードに安心と信頼を置いて、利用しているのである。
ベビーフード各社で作るベビーフード協議会は、食品衛生法やJAS法、健康増進法などに基づき、非常に厳しい安全基準を設定している。
まず、食品添加物類はほとんど用いられない。塩分や糖分もかなり控えられており、ナトリウム含有量にも規定値が設けられている。そのほかにも内分泌攪乱物質（一般に言う環境ホルモン原因物質）、使用する容器に対する安全基準など非常に厳しい決まりがある。
特に年々厳しくなっているのが使用原料に対する規制である。2002年にベビーフードメーカーの調理品から基準値以上の残留農薬が検出されたことがマスコミに取りあげられ、世間のベビーフードに対する視線は厳しい物となった。それによって協会、及びメーカーは対応に追われ、安全基準の抜本的な見直しが図られることになったのである。故に今日では使用する穀物、野菜や魚介類、精肉などの原料類にも厳しい規制が設けられ、消費者のニーズに応えるようになっており、メーカーはより安全な原料の確保を行うようになった（例として原料を輸入冷凍野菜から、国産の契約農家からの仕入れに変えた、などがある）。
むしろ、そうしないとメーカーは消費者からの信用、信頼を失うからである。顕著な例として、森永乳業が起こした森永ヒ素ミルク中毒事件に見られる様に、一度信頼を失ったメーカーは確実に競争に敗れ、後退してしまう。それほど消費者はベビーフードに対して高い安全意識を持つ。そのたとえとして、ベビーフードと食品を扱うドラッグストアでは、インスタントラーメンやジュース類などはだいたい賞味期限まで半月ぐらいに迫ったら店から下げたり、ワゴンで値下げ販売をしたりするのが一般的だが、ベビーフードに至っては2ヶ月前になったら店から下げるのが常識と言われる。賞味期限切れのベビーフードを買わせたとして裁判沙汰になったケースもあるほどである。

## ベビーフードの種類
ベビーフードは大きく分けてドライタイプとウェットタイプがある。ドライタイプはいわゆる乾燥食品で、その中には粉末ドライタイプ、フリーズドライタイプなどがある。粉末タイプは出汁の素やクリームソースなどの調味料類に多く、離乳食の補助的役割を持つものが多い。また、粉末ジュース、お茶などの飲料も多く見られる。フリーズドライタイプの商品では粥、スープ類のほかに乾燥させた果物がある。これらドライタイプの特長は好きな時に好きな量だけ使えるという点である。
一方、ウェットタイプはレトルトパウチタイプや瓶詰めタイプが挙げられる。これらの特長は調理された食品であるため、ドライタイプ以上に栄養バランスに優れている所である。特にレトルトパウチタイプのベビーフードは今日のベビーフード業界の中で最も主力を担っているジャンルで、ここの売上でシェアが決まるとまで言われる。
瓶詰めタイプは製造しているメーカーは少ないものの、最大の特長は安全性と最も賞味期限の長い保存性である。安全性が謳われる理由は容器のためである。レトルトパウチや紙製容器が決して危険というわけではないが、瓶は古くからその安全性が保証されている容器である。但し、一度開封した際は、その食品を一日で使い切ってしまうことが望ましい。どうしても余る場合は冷蔵庫に保管し、極力早めに使い切るべきである。常温放置は厳禁で、無添加故に雑菌が繁殖する危険が高く、更にその瓶の密封性が仇になって雑菌の温床を作るからである。
その他、ベビーフードには飲料（瓶、ペットボトル容器、ブリックパックなど）、お菓子類及びお菓子の材料がある。
また、アレルギーに対してであるが、全ての乳児がアレルギー体質というわけではないので、小麦、落花生など原因となる特定品目を使用しているものはかなり多い。しかし、その際には必ず、表示が義務づけられているし、表示義務の5食品を使用していない商品もあるので、消費者の問題になることは少ない。

## ベビーフードの価格
一般に、ベビーフードは他のインスタント食品類に比べると割高である。これは、原材料の原価が高いことと、そのデリケートさ故に開発費などでコスト高になるためである。尤も、安心が買えるなら、と消費者は多少の高さには目を瞑っていた。しかし、今日では主なベビーフードの販路であるドラッグストアやベビー用品専門店の価格競争によって値崩れが激しくなっており、希望小売価格の2割～3割引が相場であり、広告品となると半額以下も珍しくない。しかし、これは同時にメーカーの利益を圧迫することにもなる。特にベビーフードメーカーは安全性が大事であり、そのために費用と労力が一般的な加工食品より多く掛かっており、迂闊に原料費削減もできない。その状況でこれ以上価格破壊が進むことは、開発費削減による品質低下を招きかねない。消費者及び小売店はこの事情を十分に踏まえるべきである。

## 介護食品
ベビーフードの技術、市場を応用したものに、高齢者をターゲットとした介護食品がある。まだまだ市場はベビーフードに比べると狭いが、将来性は十分に見込めるジャンルである。主な目的は介護する人の負担を和らげるためのものである。流動食が多く、また塩分にも気を配っている。しかし、味付けにうま味調味料が用いられていたりと、ベビーフードに比べると規制はかなり甘く、基準も曖昧といえ、今後の発展には、さらなる整備が必要である。

## 主なベビーフードメーカー
- アサヒグループ食品
- 明治乳業
- ピジョン
- 雪印ビーンスターク
- 森永乳業
- キユーピー（2026年8月に生産終了予定）
- 江崎グリコ
- ヒガシマル醤油

など
かつて存在したメーカー
- 和光堂 - 現在は アサヒグループ食品の製造子会社